# Djebelemur martinezi
Djebelemur martinezi
Genre
Espèce
Djebelemur  est un genre fossile de primates découvert dans le djebel Chambi en Tunisie par Jean-Louis Hartenberger et Bernard Marandat en 1992 par un fossile attribué à l'espèce Djebelemur martinezi

## Présentation
Holotype CBI 33, il est daté de l'Éocène inférieur ou de la base de l’Éocène moyen, c'est-à-dire d'il y a environ entre 52 et 46 Ma (millions d'années).
On dispose d'un fragment de mandibule gauche et de dents isolées pour l'identification.